# Polikondenzacija
Polikondenzacija je najzastupljeniji oblik stupnjevite polimerizacije, kemijske reakcije gdje velik broj monomera povezuje se kovalentnim vezama u polimere. Osim stupnjevite polimerizacije, prema reakcijskom mehanizmu i kinetici polimerizacija može biti i lančana.
U polikondenzaciji nastaju još jedni spojevi, osim glavnog proizvoda, polimera. Sporedni proizvodi su niskomolekulski. U njih ubrajamo spojeve kao što su voda, alkohol, amonijak i sl. Poznati primjeri polikondenzacija su nastajanje poliestera, poliamida, aminoplasta, fenolformaldehidnih i epoksidnih polimera (polimerni materijali).
Rast polimerskih lanaca razvija se kondenzacijskim reakcijama između molekula svih stupnjeva polimerizacije. Raniji pojam "polikondenzacija" bio je istoznačan ppojmu "kondenzacijska polimerizacija". Treba uočiti da su obje sadašnje definicije polikondenzacije i polimerizacije kondenzativnog lanca obuhvaćene ranijim pojmom polikondenzacije.
Koraci rasta su prema obrascu:
P x + P y → P x + y + L
{ x } ∈ { 1, 2, ... ∞ } ; { y } ∈ { 1, 2, ... ∞ }
gdje su P x i P y lanci stupnja polimerizacije, a x i y, respektivno, i L nusproizvod niskomolarne mase.